# Landstigning
Landstigning är inom militärväsendet att sätta i land trupp och materiel inom ett område som man inte kontrollerar själv. Landstigningen sker i regel med hjälp av särskilda landstigningsfartyg eller landstigningsbåtar, men kan under mycket gynnsamma förhållanden ske från vanliga fartyg eller båtar. Fram till andra världskriget saknades särskilda landstigningsbåtar och landstigningar skedde alltid från last- eller örlogsfartyg och deras småbåtar eller från bogserade pråmar.
De första kända landstigningarna ägde rum redan under antiken, även om 1900- och 2000-talet är den period då de flesta och största landstigningarna skett.

## Taktik
En landstigning över öppet hav är ett komplicerat företag som kräver samordning av landstigningsfartygen, fartygen som skyddar dem, truppen som skall landstiga, flygförband samt underhållsförband och -fartyg. Den kan endast lyckas om fienden kan hindras att bekämpa landstigningsstyrkan i större omfattning. Detta kan man uppnå genom att åtminstone lokalt vara överlägsen i styrka, genom överraskning och genom att vilseleda fienden om de egna avsikterna.
Om möjligt landstiger man på en oförsvarad eller svagt försvarad strand. Innan landstigningen bekämpas de luft- och sjöstridskrafter som kan ingripa mot landstigningen. Markförband och förbindelser i området bekämpas och underrättelser om förband, terrängen med mera samlas in. Vid behov röjer angriparen sjöminor. I detta skede kan små spanings- och jägarförband landsättas eller luftlandsättas för att spana.

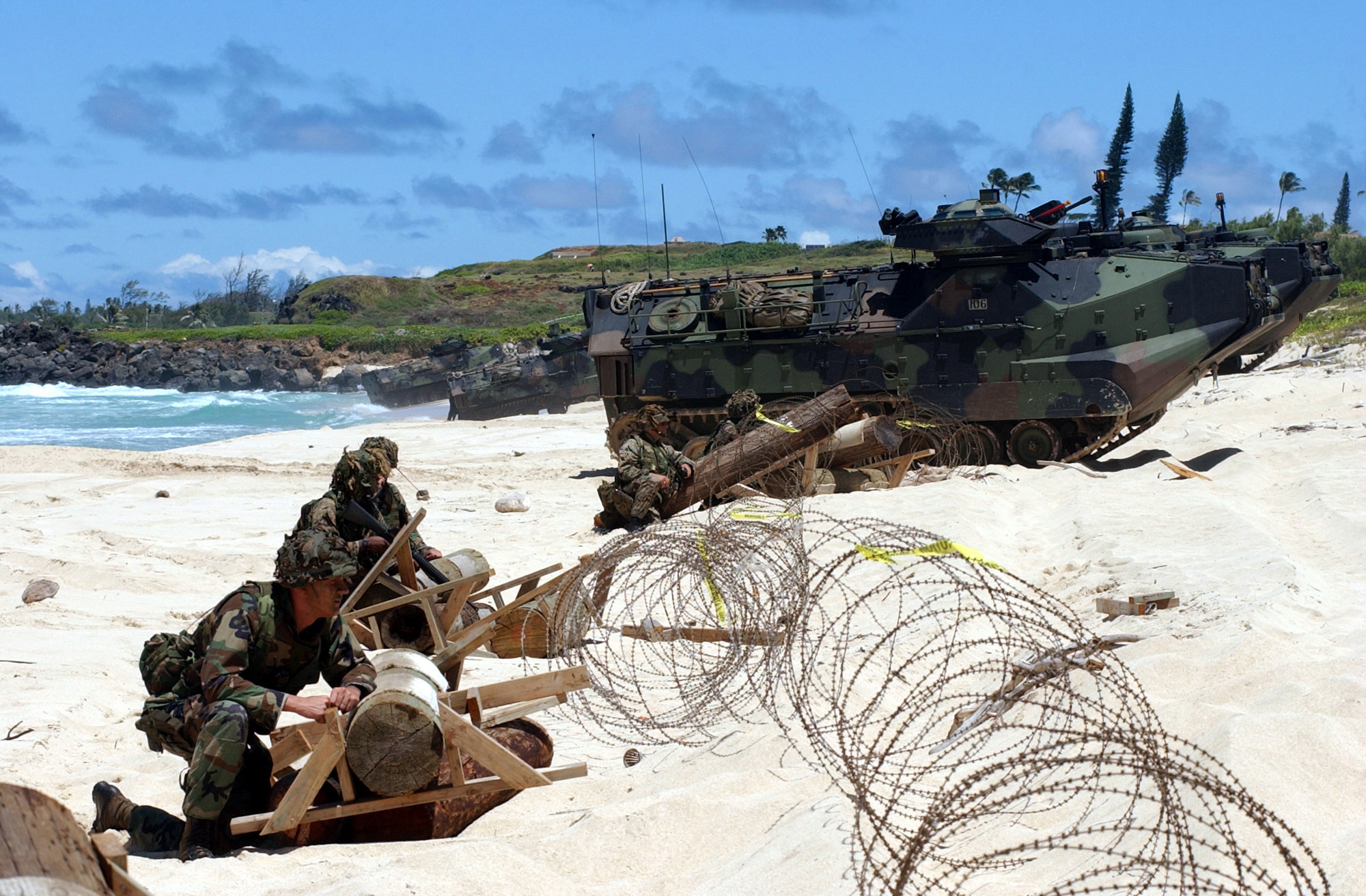
USA:s marinkår övar landstigning

Kort tid (timmar) innan landstigningen luftlandsätts förband bakom landstigningsstränderna för att hindra fienden från att föra fram förstärkningar och för att säkra viktiga transportvägar för eget bruk.
Omedelbart innan landstigningen kan förband luftlandsättas med helikopter eller landstiga med svävare på eller nära stränderna. Om möjligt går landstigningsfartygen eller -båtarna in till stranden och lastar av där. Om detta inte är möjligt förs truppen in med amfibiska pansarfordon. Dessa har dock begränsad uthållighet eftersom de enbart för med sig den ammunition och det bränsle som finns i fordonen.
Det är nödvändigt med tillgång till en hamn för att föra in förnödenheter till en större styrka under lång tid. Ofta är ett av de första målen efter landstigningen att ta en hamn.

## Trupp och utrustning
Trupp som är särskilt utrustad och övad för landstigning kallas marininfanteri. Marininfanteri har ofta högre uttagningskrav och längre och hårdare utbildning än annat infanteri. I Sverige har amfibieskytte denna roll.
Amfibiska pansarfordon ingår ofta. Vissa förband har landstigningsfartyg och flygförband som ingår i organisationen.

## Exempel på landstigningar

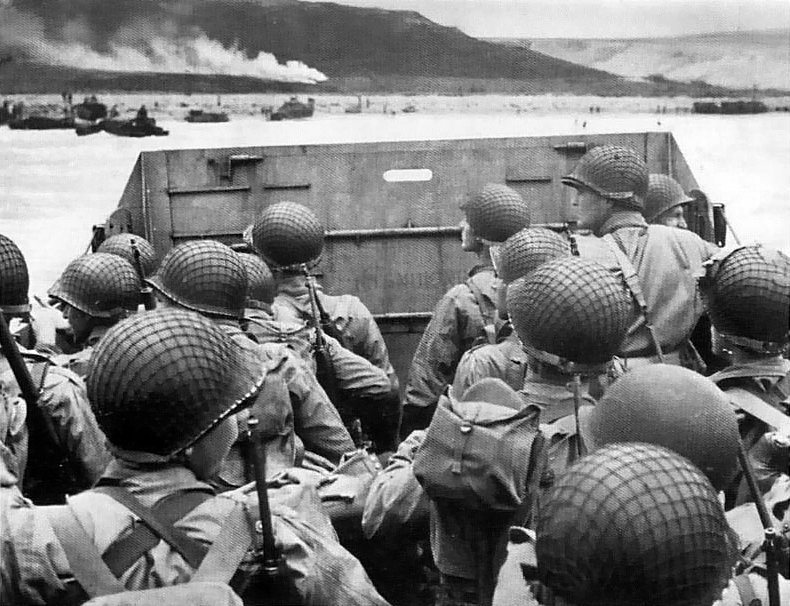
Soldater från USA landstiger på Omaha Beach på Dagen D

- Slaget vid Marathon 490 f.Kr. var under lång tid den största landstigningen som genomförts och har gett upphov till maratonloppet
- Dagen D 1944 är förmodligen den landstigning som flest människor känner till
- Slaget vid Inchon 1950 är ett exempel på en överraskande landstigning för att öppna en andra front
- Falklandskriget 1982 är ett exempel på att landstigningar går att genomföra över stora avstånd